# 安木拉
安木拉（1969年7月—），藏族，青海省海晏县人，中华人民共和国政治人物。曾任贵德县人民政府县长、海南藏族自治州人民政府副州长。

## 生平
1969年7月，安木拉出生在青海省海晏县。1984年，安木拉进入湟源牧校兽医学校学习，1987年毕业后成为海晏县青海湖乡兽医站的一名兽医。
1989年10月，安木拉进入政界，成为中共海晏县委政研室的一名干部，次年7月调入海晏县民政局工作，期间在中央民族学院（今中央民族大学）大专班学习。1992年6月加入中国共产党。1995年2月，安木拉下调海晏县青海湖乡副乡长，同年11月转任中共甘子河乡副书记。1999年1月，安木拉调回青海湖乡担任乡长，2001年12月晋升党委书记。2003年4月，安木拉调任中共海晏县委常委、宣传部部长，2006年9月出任副县长。2010年7月，安木拉出任海北州青海湖农场党委书记、场长。2011年7月，安木拉调任中共贵德县委副书记、县政府副县长、代县长，同年9月正式出任县长。2021年4月，安木拉升任海南藏族自治州副州长。

### 落马
2024年1月15日，调研结束之后途经贵德县时，安木拉和中共贵德县委常委、拉西瓦镇党委书记张景文、贵德县旅游开发管理委员会副主任贾昭、贵德县河西镇党委书记陈学军、私营企业主柴某某（女）、司某某等人聚餐饮酒，私营企业主提供酒水以及支付餐费1100元，安木拉酒后失德失范，受到公安机关行政处罚。次日，安木拉遭到停职检查，接受纪检监察机关立案审查调查。5月17日，安木拉涉嫌“严重违纪违法”接受青海省纪委监委纪律审查和监察调查。